# Micromesistius australis
La polaca o bacaladilla (Micromesistius australis) es una especie de pez gadiforme de la familia Gadidae, que se encuentra en los océanos del hemisferio sur donde la temperatura del agua está en el rango 3° a 7 °C, a profundidades entre 50 y 900 m.
Su cuerpo mide entre 30 y 90 cm, y su peso máximo es de 850 g.
Existen dos poblaciones diferentes:
- Micromesistius australis australis, que se encuentra en las islas Malvinas y la Patagonia argentina en el extremo suroeste del océano Atlántico; y en las aguas de Chile en el sureste del océano Pacífico; como también en las aguas que bañan las islas Georgias del Sur, islas Shetland del Sur e islas Orcadas del Sur.
- Micromesistius australis pallidus, que habita alrededor de la isla Sur de Nueva Zelanda.